# Alchemilla frost-olsenii
Alchemilla frost-olsenii är en rosväxtart som beskrevs av S. Fröhner. Alchemilla frost-olsenii ingår i släktet daggkåpor, och familjen rosväxter. Inga underarter finns listade i Catalogue of Life.